# Dendropaemon fasces
Dendropaemon fasces är en skalbaggsart som beskrevs av Blut 1939. Dendropaemon fasces ingår i släktet Dendropaemon och familjen bladhorningar. Inga underarter finns listade i Catalogue of Life.